# Jussif
Le jussif (du latin iussum « ordre, commandement »), ou injonctif, est une notion linguistique qui recouvre l'ensemble des moyens dont dispose une langue pour exprimer un ordre. Dans certaines langues, comme le persan, le jussif constitue un mode à part entière. Dans d'autres, il peut s'exprimer par l'impératif ou le subjonctif, mais aussi par d'autres moyens, comme un mot-phrase.
Selon certains linguistes, le terme d'« impératif » ne peut, à strictement parler, s'appliquer qu'à la 2e personne (le ou les interlocuteurs) ; le jussif englobe donc l'impératif et les autres moyens d'exprimer un ordre ou une requête. D'autres, comme Joan Bybee, ont suggéré le terme d'optatif pour désigner un paradigme de conjugaison complet (à toutes les personnes), lorsque celui-ci existe dans une langue ; mais celui-ci présente l'inconvénient d'être utilisé pour désigner un mode bien particulier dans le contexte du grec ancien. On utilise aussi les termes d’hortatif ou exhortatif, surtout pour les formes associées à la 1re personne du pluriel (« cohortatif ») et aux 2es personnes du singulier et du pluriel.

## Exemples

### Exemples en allemand
- Es kehre jeder vor seiner eigenen Haustür! « Que chacun balaie devant sa porte ! » (3e pers.sing. subjonctif)
- Hinaus! « Dehors ! » (adverbe)

### Exemples en anglais
- Go away! « Pars ! Partez ! » (impératif)
- Let's go! « Allons-y ! » (impératif utilisant le semi-auxiliaire to let)

### Exemples en arabe
- أسكت ! أسكتوا ! « Tais-toi ! Taisez-vous ! » (2e personne du singulier et du pluriel du présent de l'impératif)
- سكوت ! صمتا ! « Silence ! Du silence ! » (substantif et adverbe employés comme mots-phrases)
- فليقل خيرا او ليصمت ! « Qu’il dise du bien ou qu’il se taise ! » (Hadith bien connu) (3e personne du singulier  du présent du subjonctif)
- فَاذْهَبْ أَنتَ وَرَبُّكَ فَقَاتِلَا ! « Va-t’en toi et ton Dieu et combattez ! » (Coran Verset 24, Surat AlMaida) (2e personne du singulier et du duel du présent de l'impératif)
- لنذهب من هنا ! « Partons d’ici ! » (1re personne du pluriel du présent de l'impératif)
- رِ ! (Du verbe رأى voir) , فِ !  (Du verbe وفى être fidèle, tenir parole) ,  عِ ! (du verbe وعى  être conscient, comprendre) « Vois !, sois fidèle!, sois conscient » (2e personne du singulier du présent de l'impératif) (la plupart des verbes trilitères en arabe qui commencent et qui finissent par des voyelles au présent sont contractés en une seule lettre à l’impératif)

### Exemples en français
- Viens ici ! Venez ici ! (2e personne du singulier et du pluriel du présent de l'impératif)
- Qu'il vienne ici ! Qu'ils viennent ici ! (3e personne du singulier et du pluriel du présent du subjonctif)
- Allons, regroupons-nous ! (1re personne du pluriel du présent de l'impératif)
- Silence ! Assez ! (substantif et adverbe employés comme mots-phrases)

### Exemples en japonais
On peut rapprocher le jussif du volitif japonais.
- 行こう！ « Allons-y ! » (forme neutre)
- 手を繋ごう。 « Tenons-nous la main. » (forme neutre)
- さあ、踊りましょう！ « Allez, dansons ! » (forme polie)
- 今日のレッスンを始めましょう。« Débutons la leçon du jour. » (forme polie)

### Exemples en kabyle
- Eyya! « Viens ! » (impératif)
- Yallahut! « Allons-y ! » (exhortatif emprunté à l'arabe)
- I tassem-d ! « venez donc ! » (une invitation à faire quelque chose)
- Kkert ad neččet! « Allons manger ! » (1re personne du pluriel de l'impératif)
- Qim tessusmeḍ! « Assieds-toi et tais-toi ! »  (injonctif rassemblant toujours deux ordres)
- Dayen! « Assez ! »  (adverbe employés comme mots-phrases)

### Exemples en russe
- Говори ! « Parle ! » (2e pers.sing. impératif imperfectif)
- Скажи! « Parle ! » (2e pers.sing. impératif perfectif)
- Пусть он говорит! « Qu'il parle ! » (particule пусть « soit ! » + 3e pers.sing.présent de l'indicatif)
- Давай(те) убежим! « Sauvons-nous ! » (2e pers.sing. (resp: plurielle) de l'impératif du semi-auxiliaire давать « fais ! » + 1re pers.pl. indicatif futur perfectif)
- Стоять ! « Halte ! » (Infinitif perfectif)